# مناحم بيجن
مناحيم بيغن (بالعبرية: מְנַחֵם בֵּגִין، تُنطق: [menaˈχem ˈbeɡin]؛ بالبولندية: Menachem Begin في الوثائق البولندية بين عامي 1931 و1937؛ وبالروسية: Менахем Вольфович Бегин، تُنقل حرفيًا: مناحيم فولفوڤيتش بيغن) (16 أغسطس 1913 – 9 مارس 1992)، هو سياسي إسرائيلي، ومؤسس لحزب حيروت ولاحقًا حزب الليكود، شغل منصب رئيس وزراء إسرائيل من 1977 وحتى 1983.
كان بيغن زعيمًا لمنظمة إيتسل (الأرغون) قبل إنشاء دولة إسرائيل، وهي جماعة صهيونية مسلحة انشقت عن المنظمة اليهودية شبه العسكرية الأكبر الهاغاناه، واتسمت باتجاهها "التصحيحي" المتشدد. في الأول من فبراير عام 1944، أعلن بيغن الثورة ضد سلطة الانتداب البريطاني في فلسطين، وهي خطوة عارضتها الوكالة اليهودية. استهدف بيغن القوات والمنشآت البريطانية في فلسطين، وكان أبرز هجماته تفجير فندق الملك داود. لاحقًا، شاركت الأرغون تحت قيادته في القتال ضد العرب خلال الحرب الأهلية في فلسطين الانتدابية (1947–1948). وقد وصفت الحكومة البريطانية بيغن حينها بأنه "زعيم التنظيم الإرهابي الشهير"، ورفضت منحه تأشيرة دخول إلى المملكة المتحدة بين عامي 1953 و1955. إلا أن مبادراته اللاحقة للتقارب ساعدته في الحصول على التأشيرة أخيرًا عام 1972، أي قبل توليه رئاسة الحكومة بخمس سنوات.
انتُخب بيغن عضوًا في الكنيست الأول بصفته رئيسًا لحزب حيروت الذي أسسه، وظل لسنوات في هامش السياسة الإسرائيلية، معارضًا لحكم حزب الماباي والطبقة السياسية الحاكمة. وعلى مدى ثمانية انتخابات متتالية، بقي في صفوف المعارضة (باستثناء حكومة وحدة وطنية خلال حرب 1967)، لكنه بدأ يكسب القبول التدريجي في أوساط الوسط السياسي. وفي عام 1977، قاد بيغن الليكود إلى فوز انتخابي تاريخي، منهياً بذلك ثلاثة عقود من هيمنة حزب العمل على السياسة الإسرائيلية.
يُعد توقيع معاهدة السلام مع مصر عام 1979 أبرز إنجازاته كرئيس للوزراء، ونال على إثرها جائزة نوبل للسلام مناصفة مع الرئيس المصري أنور السادات. وبموجب اتفاقيات كامب ديفيد، انسحب الجيش الإسرائيلي من شبه جزيرة سيناء، التي كان قد احتلها خلال حرب 1967.
في فترة ولايته، شجّعت حكومته بناء المستوطنات الإسرائيلية في الضفة الغربية وقطاع غزة، ووافق على قصف المفاعل النووي العراقي "أوزيراك" عام 1981. كما أطلق غزو لبنان عام 1982 للقضاء على قواعد منظمة التحرير الفلسطينية هناك، مما أدى إلى اندلاع حرب لبنان الأولى. ومع تعمّق التورط العسكري الإسرائيلي في لبنان، ووقوع مجزرة صبرا وشاتيلا التي ارتكبتها ميليشيات لبنانية مسيحية متحالفة مع إسرائيل، تعرّض بيغن لانتقادات حادة وأصبح معزولًا سياسيًا.
تصاعد الضغط الشعبي على بيغن مع استمرار الوجود العسكري الإسرائيلي في لبنان، وتفاقم الأزمة الاقتصادية المحلية بسبب التضخم المفرط. دخل في حالة اكتئاب وانعزال بعد وفاة زوجته عاليزا في نوفمبر 1982، وبدأ يبتعد تدريجيًا عن الحياة العامة، حتى أعلن استقالته في أكتوبر 1983.

## نشاطه في إسرائيل
نتيجة فكر بيغن الصهيوني، عمل على تأسيس منظمة صهيونية عسكرية أطلق عليها اسم «أرجون». أسهمت الإرجون في ترحيل الفلسطينيين من ديارهم، ومن أشهر عمليات الإرجون مذبحة دير ياسين التي راح ضحيتها 360 فلسطيني كما ذكر مناحيم بيغن في كتابه «التمرد. قصة الأرجون». ولإيمان بيغن أن البريطانيين يعيقون تأسيس الدولة الإسرائيلية، فقد قامت الإرجون بنسف مقر قيادة القوات البريطانية في فندق الملك داود في عام 1948. كما أنها قامت باغتيال ممثل هيئة الأمم المتحدة، الكونت «برنادوت» عندما قدم الكونت اقتراحات لهيئة الأمم لحل الإشكالات بين اليهود والفلسطينيين، ولم ترقَ تلك الاقتراحات لليهود، فتعاونت الإرجون مع منظمة شتيرن والهاجاناه على الإجهاز على الكونت في 17 سبتمبر 1948.

## العمل السياسي
بعد الإعلان الرسمي لقيام دولة إسرائيل، قامت الحكومة الإسرائيلية المؤقّتة بحل جميع التنظيمات العسكرية وكان تنظيم الإرجون من بينها، فتوجّه مناحيم بيغن إلى العمل السياسي وتم انتخابه للكنيست الإسرائيلي في عام 1949. وزاول العمل السياسي حتّى ترأّس حزب الليكود في عام 1973.

## رئيس الوزراء
في عام 1977، تمكّن مناحيم بيغن من أن يصبح سادس رئيس وزراء لإسرائيل. ومن أهم الأحداث التي حدثت في فترة رئاسته التي استمرت حتى عام 1983 :
- ترأُّس الوفد الإسرائيلي المُفاوض مع الوفد المصري، وتمخضت المفاوضات عن توقيع أول معاهدة سلام بين دولة عربية وإسرائيل. وتحققت المعاهدة في عام 1979.
- أقلعت الطائرات الحربية الإسرائيلية متوجهة إلى العراق في عام 1981 بهدف ضرب المفاعل النووي العراقي. وصرح بيغن عندها «أنا لن نسمح بأي حال من الأحوال أن نمكّن أعداءنا من تطوير أسلحة الدمار الشامل لاستخدامها ضد الشعب الإسرائيلي». وفي عام 1982، انطلقت القوات الإسرائيلية شمالا داخل الأراضي اللبنانية واستقرت في جنوب لبنان فترة 18 سنة لضرب ما يوصف بالمقاومة الفلسطينية في لبنان.

## مجازره
وفور وصوله إلى فلسطين كون بيغن منظمة عسكرية صهيونية أطلق عليها اسم «أرغون»، التي كرست عملها لتحقيق نفس مبادئ حركة بيتار، حيث عملت على تهجير الفلسطينيين من ديارهم. وبالموازاة مع ذلك نشطت في تنظيم هجرة اليهود من أوروبا وروسيا إلى الأراضي الفلسطينية.
ومن أشهر ما خلفته هذه المنظمة العسكرية في تاريخ الصراع العربي الإسرائيلي مذبحة دير ياسين يوم 17 سبتمبر/أيلول 1948 التي راح ضحيتها أكثر من 360 فلسطينيا، كما ذكر ذلك بيغن نفسه في كتابه «التمرد.. قصة أرغون».
كما اشتركت مع منظمتي «شتيرن» و«الهاغاناه» في اغتيال عضو العائلة السويدية المالكة ألكونت فولك برنادوت، الذي كان رئيسا للصليب الأحمر السويدي واختارته الأمم المتحدة ليكون وسيطا للسلام بين العرب والإسرائيليين.

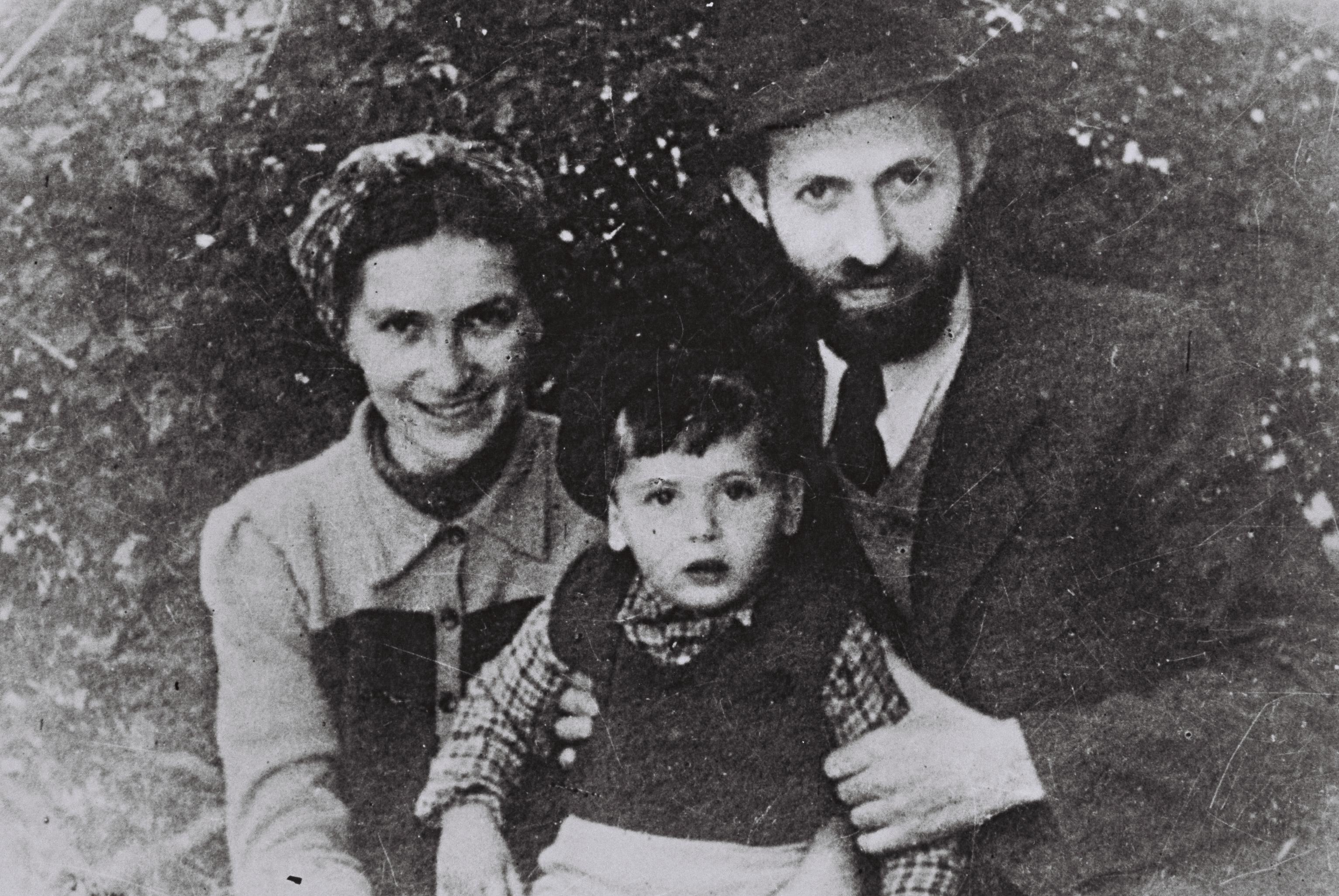
ابدأ تحت ستار "الحاخام ساسوفر" مع زوجته أليزا وابنه بنيامين زئيف ، تل أبيب ، ديسمبر 1946

وقد اغتالت هذه المنظمات برنادوت بسبب اقتراحاته لحل الصراع والتي اعتبرتها تضيقا للخناق على الهجرة اليهودية إلى إسرائيل، ورأت أنه يريد أن يطلق يد العرب في القدس ويهمش اليهود.

## الوفاة
بعد موت زوجته «أليزا»، تدهورت حالة بيجن الصحية فقدّم استقالته من رئاسة الوزراء في أغسطس 1983. واستمر في معاناته المرضية حتّى فارق الحياة في 9 مارس 1992 عن عمر يناهز الـ 78 عام.

## روابط خارجية
- مناحيم بيغن من الجزيرة نت

## روابط شقيقة
- مناحم بيجن على موقع IMDb (الإنجليزية)
- مناحم بيجن على موقع الموسوعة البريطانية (الإنجليزية)
- مناحم بيجن على موقع مونزينجر (الألمانية)
- مناحم بيجن على موقع ميوزك برينز (الإنجليزية)
- مناحم بيجن على موقع إن إن دي بي (الإنجليزية)
- مناحم بيجن على موقع ديسكوغز (الإنجليزية)